# 4598 Coradini
4598 Coradini (1985 PG1) là một tiểu hành tinh vành đai chính được phát hiện ngày 15 tháng 8 năm 1985 bởi Ted Bowell ở Flagstaff.
It's đặt tên theo the astrophysicist Angioletta Coradini (jointly with her brother Marcello)